# Ficção científica
Ficção científica (normalmente abreviado para SF, FC, sci-fi ou scifi) é um gênero da ficção especulativa, que normalmente lida com conceitos ficcionais e imaginativos, relacionados ao futuro, ciência e tecnologia, e seus impactos e/ou consequências em uma determinada sociedade ou em seus indivíduos, desenvolvido no século XIX. Conhecida também como a "literatura das ideias", evita utilizar-se do sobrenatural, tema mais recorrente na Fantasia, baseando-se em fatos científicos e reais para compor enredos ficcionais.
A ação pode girar em torno de um grande leque de possibilidades como: viagem espacial, viagem no tempo, viagem mais rápida que a luz, universos paralelos, mudanças climáticas, totalitarismo e/ou vida extraterrestre.

## Definição
Devido aos seus vários subgêneros e temas tratados, ficção científica não é fácil de definir. Muitos autores, ao longo do tempo, tentaram definir de maneira sucinta o que a ficção científica é e faz. O escritor Mark C. Glassy definiu que ficção científica é como pornografia: não sabemos o que é com certeza, até que vemos uma.
Um dos primeiros a utilizar o termo ficção científica, foi o criador da revista Amazing Stories, Hugo Gernsback:
| “ | Por cientificação, eu falo sobre aquele tipo de romance de Jules Verne, H. G. Wells e Edgar Allan Poe, um romance charmoso, entrelaçado com fatos científicos e visões proféticas. | ” |

Uma das definições mais completas foi feita por Rod Serling, criador da série Twilight Zone.
| “ | Fantasia é o impossível tornado provável. Ficção científica é o improvável tornado possível. | ” |

É consenso entre escritores e leitores, que a ficção científica deva conter uma extrapolação cuidadosa e bem-informada de fatos, princípios ou tendências científicas, mesmo que a ciência apresentada nos enredos seja irreal, ainda não exista ou seja improvável. A ciência não precisa ser da área de Exatas ou Biológicas, podendo conter análises e estruturas antropológicas, sociológicas e filosóficas para se basear. A obra precursora do gênero, o romance de Mary Wollstonecraft Shelley, Frankenstein ou o Prometeu Moderno (1818), foi o primeiro a utilizar-se da separação entre ciência e misticismo para aplicar em um enredo. Outros como e O Último Homem (1826), ou a obra de Robert Louis Stevenson, O Médico e o Monstro (1886) são também considerados ficção científica. A ausência deste componente científico classificaria obras em Fantasia ou Horror, como enquanto Drácula, de Bram Stoker (1897).
Há, evidentemente, muitos tipos de ficção científica. Os dois principais tipos são a ficção científica soft como por exemplo as séries televisivas Star Trek (Jornada nas Estrelas), Battlestar Galactica e Doctor Who, e também a ficção científica hard como por exemplo os filmes 2001: Uma Odisseia no Espaço, Blade Runner e Solaris. Há também alguns filmes que se utilizam de temas recorrentes na ficção científica embora tenham mais características do gênero fantasia, como por exemplo a série de filmes Star Wars, classificada como fantasia científica e space opera.

## Características
A ficção científica se baseia em grande parte em escrever sobre mundos, futuros e cenários alternativos possíveis e de maneira racional. Diferentemente da fantasia, no contexto narrativo da FC encontramos elementos imaginários, inspirados em fatos reais ou do passado, que estão cientificamente estabelecidos ou postulados por leis e princípios científicos, ainda que o enredo permaneça imaginativo.
Uma boa parte da ficção científica se baseia no conceito da suspensão de descrença, que possibilita ao leitor em acreditar nas explicações, soluções e postulados ficcionais baseados em ciência que estão em uma determinada obra.
Alguns elementos tratados com frequência na ficção científica são:
- Princípios científicos novos ou que contradizem as leis da física, como viagem no tempo ou wormholes.
- Personagens alienígenas, mutantes, robóticos, holográficos, androides, replicantes, bem como personagens que desafiem a evolução humana ou a própria definição do que significa ser humano.
- Universos paralelos e outras dimensões e a viagem entre nossa realidade e estes outros lugares.
- Tempo estabelecido no futuro, em linhas do tempo alternativas ou no passado histórico que contradizem os fatos históricos e arqueológicos conhecidos e estabelecidos.
- Cenários baseados no espaço, em outros corpos celestes ou em viagens inter e extrassolares.
- Cenários baseados no interior da crosta do planeta Terra ou em outros planetas.[13]
- Tecnologia plausível como armas de laser, teletransporte, computadores humanoides e/ou conscientes.[14]
- Diferentes ou novos sistemas políticos: utopias, distopias,[15] pós-apocalipse.[16]
- Habilidades paranormais, como telepatia, telecinese e controle da mente, baseada em princípios científicos, ficcionais ou não.[17]

## História

### Proto-ficção científica
Os antecedentes da ficção científica podem ser traçados até um momento em que mitologia, religião, ou misticismo e história estavam intimamente entrelaçados e não havia ainda a ciência cartesiana tal como a conhecemos hoje e que foi e ainda é utilizado por autores de ficção científica ao compor seus enredos. História verdadeira, de Luciano de Samósata, e considerada a obra mais antiga que pode ser chamada de "proto-ficção científica", sido escrita no século II d.C., que contém muitos temas que caracterizam a ficção científica moderna, como viagem a outros mundos, formas de vida extraterrestres, vida artificial e guerra interplanetárias. Apesar de ser considerada por alguns como o primeiro livro de ficção científica, ele foi escrito em um contexto onde a ciência moderna não existia, sendo assim realocado no grupo de obras precursoras. Algumas histórias como o Conto do Cortador de Bambu, alguns contos de As Mil e Uma Noites, do século X e o conto do Teólogo Autodidata, de Ibn al-Nafis, do século XIII também são obras precursoras.

### Era da Razão
Com o início do desenvolvimento da ciência e a construção da chamada Era da Razão, obras foram desenvolvidas por Johannes Kepler, com seu livro Somnium (1620–1630), Francis Bacon' The New Atlantis (1627), Cyrano de Bergerac, com Comical History of the States and Empires of the Moon (1657) e The States and Empires of the Sun (1662), e Margaret Cavendish, Duquesa de Newcastle-upon-Tyne, com  The Blazing World (1666).

### Século XIX
Com o desenvolvimento, ao longo do século XIX do romance como forma literária e com o surgimento de inovações tecnológicas como a eletricidade e o telégrafo e novas formas de transporte, e avanços nas áreas de biologia, física, química e astronomia, os livros de Mary Shelley Frankenstein (1818) e The Last Man (1826) estabeleceram as bases do que viriam a ser chamados os livros de ficção científica deste século em diante, como argumento Brian Aldiss. Outros autores, como H. G. Wells e Jules Verne criaram livros que também se tornaram extremamente populares em várias camadas da sociedade. Em A Guerra dos Mundos (1898), H. G. Wells descreve uma invasão marciana, no final da era vitoriana, na Inglaterra, onde os invasores usavam máquinas (tripods) e um avançado arsenal bélico. No final do século XIX, o termo "romance científico" foi usado na Inglaterra para designar a ficção científica e continuou em uso no começo do século XX por autores como Olaf Stapledon.
Destacam-se também os livros dos astrônomos Percival Lowell e Camille Flammarion, publicados entre o final do século XIX e início do século XX que conjecturavam a existência de dos canais de Marte e de vida extraterrestre, que inspiraram diversos autores.
Na América Latina, os primeiros exemplos são Páginas da história do Brasil, escritas no ano 2000 de Joaquim Felício dos Santos, uma sátira política publicada entre 1868 a 1872 no jornal O Jequitinhonha, em 1875, surgem três obras em países diferentes: El maravilloso viaje del Señor Nic-Nac de Eduardo Holmberg (Argentina), O Doutor Benignus de Augusto Emílio Zaluar (Brasil) e Historia de un Muerto de Francisco Calcagno (Cuba).
|                     |                                                           | | |
| Mary Shelley, 1840. | H. G. Wells, foto restaurada por Félix Nadar, cerca 1878. | Ilustração de um tripod por Henrique Alvim Corrêa para a edição francesa de 1906 de A Guerra dos Mundos de H. G. Wells. | Charles Ogle em Frankenstein (1910), primeira versão cinematográfica da obra de Mary Shelley, produzido pelo Edison Studios. |

### Século XX
O que desenvolveu e impulsionou a ficção científica no século XX foram as revistas pulp, que ajudaram a criar alguns dos principais autores de ficção científica do século, influenciados pelo fundador da revista Amazing Stories, Hugo Gernsback. Em 1905, Roquia Sakhawat Hussain publicou o conto O Sonho da Sultana, na revista The Indian Ladies Magazine, ficção científica feminista envolvendo uma utopia onde os papéis de gênero foram invertidos. Em 1912, Edgar Rice Burroughs publicou Uma Princesa de Marte, a primeira de uma longa série livros Barsoom, situados em Marte e tendo John Carter como protagonista.
Em 1920, Karel Čapek escreveu R.U.R. (Rossumovi Univerzální Roboti), peça de teatro onde a palavra "robô" surge pela primeira vez. A palavra robô (derivada do tcheco robota = "trabalho forçado"), foi criada por Josef Čapek, irmão do autor  (ver: Irmãos Čapek). Em 11 de fevereiro de 1938, uma adaptação de 35 minutos da peça R.U.R., transmitida pela BBC, foi a primeira obra de ficção científica a ser exibida na televisão.
Em 1928, Philip Francis Nowlan publicou seu aclamado Armageddon 2419 A.D., na Amazing Stories, trazendo o personagem Buck Rogers, que gerou quadrinhos que rapidamente fizeram sucesso entre o público.  Quando Hugo Gernsback publicou a primeira revista pulp de ficção científica, Amazing Stories, em 1926, permitiu que a seção de cartas divulgasse endereços de leitores, que passaram a trocar correspondências, os fãs passaram a criar suas próprias histórias publicando em revistas independentes, chamadas de fanzine, o primeiro fanzine reconhecido é The Comet do Science Correspondence Club  de Chicago, A primeira versão do Superman (um vilão careca) apareceu em 1933 na terceira edição do fanzine Science Fiction: The Advance Guard of Future Civilization, de Jerry Siegel e Joe Shuster, num conto ilustrado chamado The Reign of the Superman, tempo depois, foi reformulado como um super-herói de histórias em quadrinhos.
Em 30 de Outubro de 1938, Orson Welles narrou o rádio-teatro "A Guerra dos Mundos" dramatizando a invasão alienígena de Marte na Terra. A dramatização causou pânico em massa, já que muitos ouvintes do rádio acreditaram tratar-se de uma invasão real  (ver: Era do Rádio).
No final dos anos 1930, John W. Campbell tornou-se o editor da revista Astounding Science Fiction, gerando uma grande massa de leitores e escritores, principalmente em Nova Iorque. O grupo dos chamados futuristas incluíam Isaac Asimov, Damon Knight, Donald A. Wollheim, Frederik Pohl, James Blish, Judith Merril e vários outros, como Robert A. Heinlein, Arthur C. Clarke, Olaf Stapledon, e A. E. van Vogt. Fora da influência editorial de Campbell, outros autores vinham se destacando, como Ray Bradbury, Stanisław Lem e Yevgeny Zamyatin. O trabalho de John Campbeel é considerado o começo da Era de Ouro da ficção científica, caracterizada principalmente por histórias de ficção científica que celebram o progresso e o avanço científico. Esta era durou até o pós-Segunda Guerra Mundial e seus avanços tecnológicos e científicos, com o surgimento de novas revistas, como a Galaxy, editada por H. L. Gold, e com novos autores escrevendo enredos com ênfase nas ciências sociais ao invés das ciências exatas.

### Anos 1950 em diante
No início dos anos 1950, escritores como William S. Burroughs, inauguraram a chamada Geração beat, o embrião do movimento hippie. Durante as duas décadas seguintes, muitos escritores ousados exploraram novas fronteiras ou fronteiras pouco navegadas pelos escritores anteriores, como Ursula K. Le Guin, Samuel Delany, Octavia Butler, Frank Herbert, Harlan Ellison, Roger Zelazny, enquanto que na Inglaterra, muitos escritores ficaram conhecidos como a chamada New Wave, por seus graus de experimentação, em forma, contexto e sensibilidade artística. Em 1950, Isaac Asimov criou as Três Leis da Robótica com o propósito de normatizar o comportamento dos robôs dotados de inteligência artificial, impedindo-os da fazerem qualquer mal aos humanos (ver: Rebelião das máquinas). As Três Leis surgiram no livro I, Robot, publicado naquele mesmo ano, enquanto o termo "inteligência artificial" foi criado pelo cientista da computação John McCarthy (1927-2011) em 1956.
Nos anos 1980, o cyberpunk quebrou a longa tradição otimista de grande parte da ficção científica, ao trazer um novo olhar sobre o gênero, sobre sociedade e sua interação com ciência e tecnologia, em especial através das obras de William Gibson. Visões distópicas do futuro passaram a se tornar bastante comuns, em especial com os trabalhos de Philip K. Dick, como Do Androids Dream of Electric Sheep? and We Can Remember It for You Wholesale, que viriam a ser adaptadas para o cinema como Blade Runner e Total Recall. A franquia Star Wars ajudou a expandir o interesse pela space opera e autoras como C. J. Cherryh escreveram obras com riqueza de detalhes sobre a vida alienígena, com desafios científicos que inspiraram uma geração inteira de autores.
O surgimento de uma maior preocupação com o meio ambiente e com o planeta, as implicações para a sociedade do desenvolvimento da internet e a expansão da tecnologia da informação, biotecnologia e nanotecnologia, bem como um interesse em sociedades pós-Guerra Fria a partir dos anos 1990, alimentou toda uma geração de autores, como Neal Stephenson, Lois McMaster Bujold e sua Vorkosigan Saga. O retorno de Star Trek para a televisão, com Star Trek: The Next Generation em 1987, trouxe uma nova torrente de séries de ficção científica para a televisão, como Deep Space 9, Voyager, Enterprise e Babylon 5, grandes influenciadoras do gosto do público fã. Seguindo o sucesso de séries derivadas, a década de 1990 viu surgir Stargate SG-1, em 1997, derivada do filme de 1994,  que durou dez temporadas, com 214 episódios, uma das mais longas da televisão, superando Arquivo X como a mais longa do gênero, recorde quebrado em seguida por Smallville.[carece de fontes?] Temas como as rápidas mudanças propiciadas pela tecnologia se cristalizaram em torno do conceito da singularidade tecnológica, popularizada pelo livro Marooned in Realtime, de Vernor Vinge, trabalhada por outros autores nos anos seguintes.
Uma das características únicas do gênero é a sua forte comunidade de fãs, da qual muitos autores também fazem parte. Existem grupos locais de fãs um pouco por todo o mundo que fala inglês, e também no Japão, Europa e em outros locais. É frequente que estes grupos publiquem os seus próprios trabalhos. Existem muitas revistas de fãs (e também algumas profissionais) que se dedicam apenas a informar o fã de ficção científica de todas as vertentes do género. Os principais prémios da ficção científica, os Prémios Hugo, são atribuídos pelos participantes da convenção anual Worldcon, que é organizada quase exclusivamente por fãs voluntários.
| | |                                             |                       |
| Robby, o Robô: famoso personagem de FC, que fez sua primeira aparição no filme Planeta Proibido em 1956. É benevolente para com os humanos, aos quais deve servir e proteger, uma vez que foi programado para obedecer as Três Leis da Robótica. | Fanart: Luke Skywalker, protagonista de Star Wars (interpretado por Mark Hamill) em seu traje de piloto. | Cosplayers dos replicantes de Blade Runner. | Cosplayer de RoboCop. |